# کریستین ونسان
کریستین ونسان (فرانسوی: Christian Vincent‎؛ زادهٔ ۵ نوامبر ۱۹۵۵) فیلم‌نامه‌نویس، و کارگردان اهل فرانسه است. وی از سال ۱۹۸۳ میلادی تاکنون مشغول فعالیت بوده‌است. وی در سال ۱۹۹۰ برنده جایزه سزار بهترین فیلم اول شد.